# Ґужно (Островський повіт)
Ґужно (пол. Górzno) — село в Польщі, у гміні Острув-Велькопольський Островського повіту Великопольського воєводства.
Населення — 331 особа (2011).

## Демографія
Демографічна структура станом на 31 березня 2011 року:
|          | Загалом | Допрацездатний вік | Працездатний вік | Постпрацездатний вік |
| -------- | ------- | ------------------ | ---------------- | -------------------- |
| Чоловіки | 168     | 34                 | 118              | 16                   |
| Жінки    | 163     | 33                 | 93               | 37                   |
| Разом    | 331     | 67                 | 211              | 53                   |